# Batalla de Barnet
La batalla de Barnet fue una batalla decisiva en la guerra de las Dos Rosas, un conflicto dinástico del siglo XV en Inglaterra. La acción militar, junto con la posterior batalla de Tewkesbury, aseguró el trono de Eduardo IV de Inglaterra. El 14 de abril de 1471 cerca de Barnet, en ese entonces una pequeña ciudad al norte de Londres, Eduardo IV dirigió a la Casa de York en su lucha por el trono contra Enrique VI de Inglaterra de la Casa de Lancaster. Al frente del ejército de Lancaster iba Ricardo Neville, conde de Warwick, que jugó un papel crucial en el destino de cada rey. Los historiadores consideran la batalla como uno de los enfrentamientos más importantes de la Guerra de las Rosas, ya que se produjo un giro decisivo en la suerte de las dos casas. La victoria de Eduardo IV fue seguida por catorce años de gobierno de los York sobre Inglaterra.
Anteriormente una figura clave en la causa de York, Warwick desertó a los Lancaster por desacuerdos sobre el nepotismo de Eduardo IV, el matrimonio secreto, y la política exterior. Lidereando un ejército de los Lancaster, el conde derrotó a sus antiguos aliados, lo que obligó a Eduardo IV a huir a los Países Bajos Borgoñones. El rey Eduardo IV persuadió a su anfitrión, Carlos el Temerario, para ayudarle a recuperar el trono Inglés. Liderando un ejército reclutado con dinero de Borgoña, Eduardo IV lanzó su invasión de Inglaterra, que culminó en los campos de Barnet. Al amparo de la oscuridad, los yorkistas se acercaron a los de Lancaster, y se enfrentaron en una espesa niebla en la madrugada. Mientras las principales fuerzas luchaban en la batalla, John de Vere, XIII conde de Oxford y sus tropas derrotaron el ala izquierda de los hombres de York bajo el mando de William Hastings, 1.º Barón de Hastings, persiguiéndolos hasta Barnet. A su regreso al campo de batalla, a los hombres de Oxford les dispararon por error sus aliados comandados por John Neville, 1.º Marqués de Montagu. Gritos de traición se propagaron a través de las líneas Lancaster, perturbando su moral y provocando que muchos abandonaran la lucha, con lo que los Lancaster perdieron la batalla. Durante la retirada, Warwick fue muerto por soldados yorkistas.
Warwick había sido una figura influyente en la política del siglo XV al grado que, a su muerte, ningún inglés lo iguala en términos de poder y popularidad. Privados del apoyo de Warwick, los de Lancaster sufrieron su derrota final en la batalla de Tewkesbury el 4 de mayo de 1471, que marcó la caída de la casa de Lancaster y el ascenso de la Casa de York. Tres siglos después de la batalla de Barnet, un obelisco de piedra fue levantado en el lugar donde supuestamente murió Warwick.

## Antecedentes
La guerra de las Rosas fueron una serie de conflictos entre los diversos señores ingleses y nobles en apoyo de las dos familias reales existentes en ese momento. En 1461, el conflicto alcanzó un hito cuando la Casa de York sustituyó a su rival, la Casa de Lancaster, como la casa gobernante real de Inglaterra. Eduardo IV de Inglaterra, líder de los yorkistas, se apoderó del trono (después de vencer en la batalla de Towton) del rey de Lancaster, Enrique VI de Inglaterra, que fue capturado en 1465 y encarcelado en la Torre de Londres.
La reina de Lancaster, Margarita de Anjou, y su hijo, Eduardo de Westminster, príncipe de Gales huyeron a Escocia y estableció una resistencia organizada. Eduardo IV aplastó las revueltas, y presionó al gobierno escocés para obligar a Margarita a salir; la casa de Lancaster se exilió en Francia. Conforme los yorkistas incrementaban su control sobre Inglaterra, Eduardo IV recompensa sus partidarios, incluyendo a su principal asesor, Ricardo Neville, 16 de conde de Warwick, elevándolos a los títulos más altos y otorgarles tierras confiscadas de sus enemigos derrotados, sin embargo la relación de Warwick con el rey, se volvió tensa.
Warwick había planeado que Eduardo IV se casara con una princesa francesa Bona de Saboya para crear una alianza entre los dos países. El joven rey, sin embargo, favoreció los lazos con Borgoña, y, en 1464, enfureció aún más al conde al casarse en secreto con Isabel Woodville; una viuda empobrecida de Lancaster, que fue considerada por los yorkistas como una reina inadecuada. Eduardo IV concedió regalos de tierra y títulos sobre sus relaciones y arregló sus matrimonios con familias ricas y poderosas. Los solteros elegibles fueron emparejados con las mujeres de la Familia Woodville, estrechando las perspectivas del matrimonio para las hijas de Warwick. Además, el conde fue ofendido por dos compromisos que implicaban a sus parientes. El primero fue el matrimonio de su tía, Catalina Neville, de más de 60 años, con el hermano de Isabel, Juan Woodville, de 20 años de edad, un matrimonio considerado inadecuado por muchas personas. El otro era la novia de su sobrino, la hija de Henry Holland, 3er Duque de Exeter, quien fue tomado como novia por el hijo de la reina, Thomas Grey, con la aprobación de Eduardo IV. Exasperado por estos actos, Warwick decidió que los Woodvilles eran una influencia maligna en su señor. Se sentía marginado: su influencia sobre el joven rey estaba fallando, y decidió tomar medidas drásticas para forzar el cumplimiento de Eduardo IV. El plan alternativo de Warwick era reemplazar al rey con el conspirador, duque de Clarence, hermano menor de Eduardo IV.
Instigando varias rebeliones en el norte, Warwick atrajo al rey lejos de su bastión principal de ayuda en el sur. Eduardo IV se encontró en inferioridad numérica; mientras se retiraba, se enteró de que Warwick y Clarence habían pedido un apoyo abierto a la rebelión. Después de ganar la batalla de Edgecote Moor el 26 de julio de 1469, el conde encontró al rey yorkista abandonado por sus seguidores, y lo llevó al castillo de Warwick para su "protección". Los partidarios de Lancaster aprovecharon el encarcelamiento de Eduardo IV para realizar levantamientos. Debido a que la mayoría de los señores de la guerra alineados con los yorkistas se negaron a reunirse con Warwick, el conde fue presionado para liberar al rey. De vuelta al poder, Eduardo IV no  persiguió las transgresiones de Warwick contra él, pero el conde sospechó que el rey guardaba rencor. Warwick diseñó otra rebelión, esta vez para reemplazar a Eduardo IV con Clarence. Sin embargo, los dos conspiradores tuvieron que huir a Francia cuando Eduardo IV aplastó el levantamiento en la Batalla de Losecoat Field del 12 de marzo de 1470. A través de cartas en posesión de los rebeldes y confesiones de los líderes, el rey descubrió la traición del conde. En un acuerdo negociado por el rey francés, Luis XI de Francia, el conde acordó servir a Margarita de Anjou y la causa de Lancaster. Warwick invadió Inglaterra a la cabeza de un ejército lancasteriano y, en octubre de 1470, obligó a Eduardo IV a buscar refugio en Borgoña, entonces gobernado por el cuñado del rey, Carlos el Temerario.
En el trono de Inglaterra fue temporalmente restaurado Enrique VI el 14 de marzo de 1471, sin embargo Eduardo IV trajo un ejército a través del Canal de la Mancha, precipitando la batalla de Barnet un mes más tarde.

## Comandantes

### Yorkista
Eduardo IV estaba normalmente en la vanguardia de sus ejércitos. De pie 1,91 m, fue una figura inspiradora en el combate, atacando a los enemigos con un traje de armadura dorada. Los textos medievales describen al rey como guapo, finamente musculoso y con un pecho ancho. Él era agradable y carismático, fácilmente ganando a la gente a su causa. Eduardo IV era un táctico capaz y líder en batallas. Con frecuencia vislumbraba y explotaba las debilidades defensivas en las líneas enemigas, a menudo con resultados decisivos. En 1471 el joven rey era un comandante de campo muy respetado. Recibió algunas críticas, sin embargo; después de ganar el trono en 1461, se mostró indeciso acerca de sofocar rebeliones. El historiador Charles Ross elogia el liderazgo y la habilidad de Eduardo IV en el combate cuerpo a cuerpo en lugar de sus estrategias y tácticas. Con su buena apariencia y liderazgo capaz, Eduardo IV era popular entre la gente común, especialmente en comparación con Enrique VI. Sus políticas comerciales, que apuntaban a expandir y proteger los mercados para el comercio inglés, complacieron a los comerciantes locales, que también fueron conquistados por la personalidad del rey de York. Para 1469, la oleada de apoyo popular de Eduardo IV se había erosionado. La euforia de un cambio en el gobierno había disminuido y la gente culpó a Eduardo IV por no haber "logrado que el reino de Inglaterra gozara de gran popularidad y descanso" y permitido que los nobles de York quedaran impunes por abusos. Cuando Eduardo IV invadió Inglaterra en 1471, no muchas personas comunes celebraron abiertamente su regreso.
Eduardo IV se unió en Barnet con sus hermanos, Richardo, duque de Gloucester y Jorge, duque de Clarence. A diferencia de su hermano mayor, Gloucester era esbelto y aparentemente delicado. Tenía 18 años en la batalla de Barnet, su primer gran compromiso. Su destreza militar, sin embargo, fue muy respetada; muchos historiadores lo juzgan un guerrero capaz y un líder militar. Clarence no era tan bien considerado como sus hermanos, especialmente en asuntos de lealtad. Cuando Eduardo se convirtió en rey, Clarence fue elegido como su heredero; sin embargo, los nacimientos de Isabel de York (1466) y Eduardo V de Inglaterra (1470) desplazaron al duque en la línea de sucesión al trono. Por lo tanto, Clarence participó en los planes de Warwick, casándose con la hija del conde, Isabel Neville, creyendo que podía ganar el trono de su hermano. Clarence perdió la fe en el conde cuando Warwick desertó a los Lancaster cuando casó a su otra hija, Ana Neville, con el príncipe Lancaster para cimentar su nueva lealtad. Cuando Eduardo IV lanzó su campaña para retomar Inglaterra, Clarence aceptó la oferta de indulto de su hermano y se reincorporó a los York en Coventry el 2 de abril de 1471. El último de los comandantes de York fue William Hastings, un súbdito leal desde el comienzo de las guerras. Hastings acompañó al joven rey en el exilio y apoyó su regreso. El cortesano fue recompensado por su fidelidad, ganando la lugartenencia de Calais en 1471 y convirtiéndose en el señor Lord chambelán de Eduardo IV y confidente principal.